# Bangladés en los Juegos Olímpicos de Atenas 2004
Bangladés estuvo representado en los Juegos Olímpicos de Atenas 2004 por un total de 4 deportistas, 3 hombres y una mujer, que compitieron en 3 deportes.
El portador de la bandera en la ceremonia de apertura fue el tirador Asif Khan. El equipo olímpico bangladesí no obtuvo ninguna medalla en estos Juegos.